# Luca Vasta
 (mai 2018).
Si vous disposez d'ouvrages ou d'articles de référence ou si vous connaissez des sites web de qualité traitant du thème abordé ici, merci de compléter l'article en donnant les références utiles à sa vérifiabilité et en les liant à la section « Notes et références ».
 (septembre 2024).
Pour les articles homonymes, voir Vasta.
Luca Vasta, de son vrai nom Nadine Vasta, née le 19 février 1988 à Remscheid en Allemagne, est   une chanteuse, auteure-compositrice-interprète, musicienne et animatrice de télévision allemande, d'origine italienne.

## Biographie

### Jeunesse
Nadine Vasta a suivi des cours de piano, de chant, de ballet et de danse dès l'âge de 15 ans. Pendant ses années scolaires, elle est membre de l'ensemble pendant quatre ans au Théâtre TiC de Cronenberg à Wuppertal, où elle acquiert sa première expérience dans le domaine du théâtre et de la musique. Elle chante dans divers groupes et écrit ses premières chansons à 15 ans. Après le lycée, elle étudie les arts du spectacle à Hambourg. Elle joue également dans des courts métrages.

### Carrière
À partir de juillet 2009, elle présente son propre spectacle de personnalité VASTA - le spectacle sur le blog sur VIVA. Le concept de sa diffusion est basé sur une partie éditoriale et des événements quotidiens de sa vie privée. Le contenu est blogué quotidiennement et diffusé en direct à partir de téléphones mobiles sur Internet. Un invité par semaine est interviewé en studio ou dans la rue. La série télévisée diffusée le vendredi soir comprend un best of de la semaine et des clips musicaux. En plus de VASTA - le spectacle pour le blog, il y a aussi un numéro de lundi, VASTA lundi pour une courte période. C'est encore plus centré sur le public. C'est principalement à propos de ce que Vasta et son public ont connu pendant le week-end, le public peut alors raconter par téléphone et sur vasta.tv des expériences et aussi des clips.
Après le spectacle en mars 2010, elle anime en fin de cette même année les émissions VIVA Live!, NEW, VIVA Top 100 et VIVA Special.
Elle rejoint le jury de Dein Song en 2011 aux côtés d'Annett Louisan, Peter Hoffmann et Joja Wendt.
Depuis décembre 2012, elle alterne avec Janin Reinhardt et Markus Schultze pour présenter l'allemand et, en alternance avec Markus Schultze, la version anglaise du programme PopXport - Die Deutsche Musikmagazin sur DW.
En 2013, elle sort son premier single Cut My Hair, sous le nom de Luca Vasta, le titre est également utilisé comme musique pour une publicité.

## Discographie

### Albums studios
- 2013 : Cut My Hair (sorti le 28 juin 2013)
- 2014 : Alba (sorti le 11 avril 2014)
- 2014 : Black Tears White Lies (sorti le 28 mars 2014)

## Animation
- Depuis 2011 : Dein Song (de) : Juge
- Depuis 2012 : PopXport - Das deutsche Musikmagazin : Animatrice
- Depuis 2015 : VIVA Live! : Animatrice
- VIVA Spezial : Animatrice
- VASTA : Créatrice et Animatrice